# Lagore
Loch Gabhair (Lagore) cioè "Lago delle capre" si trova nell'odierna parrocchia di Ratoath, in Irlanda. Si trova tra i villaggi di Ratoath e Dunshaughlin nella contea di Meath, nella Repubblica d'Irlanda. Durante scavi archeologici nel sito sono stati trovati oggetti di bronzo, tra cui armi e fermagli (vedi Fermagli di Lagore), che si trovano oggi nel Museo nazionale irlandese in San Kildare, Dublino.

## Re di Lagore/Deiscert Breg (Brega del sud)
Lista incompleta: vedi Mac Shamhráin, 2004.
1. Fergus mac Fogartach mac Niall mac Cernach Sotal (a quo Clan Chernach Sotal) mac Diarmait mac Áed Sláine, morto nel 751
2. Máel Dáin mac Fergus, morto nel 785
3. Ailill mac Fergus, (rí Deiscert Breg), morto nell'800
4. Beolln mac Ciarmac (descendant of Máel Dáin?), morto nel 979
5. Gilla Mo Chonna mac Fogartach mac Ciarmac (rí Deiscert Breg), morto nel 1013